# 安芸津町大田
安芸津町大田（あきつちょうおおだ）とは、広島県東広島市の町名。全域で住居表示未実施である。

## 概要
安芸津地区に5つある大字の内の唯一、瀬戸内海に面しておらず、人口も最も少ない。高野川とその支流中村川の間に集落が広がっている。
旧早田原村の一部に相当する。

## 沿革
- 1889年（明治22年）4月1日 - 町村制施行。賀茂郡風早村、小松原村、大田村が合併し、早田原村が発足する。大田村は「大田」として早田原村の大字となる[3][4]。
- 1943年（昭和18年）1月1日 - 豊田郡木谷村ならびに賀茂郡三津町、早田原村が合併し、賀茂郡安芸津町が発足する。大田は安芸津町の大字となる[3][4]。
- 1956年（昭和31年）4月1日 - 安芸津町の所属郡が賀茂郡から豊田郡に変更される[5]。
- 2005年（平成17年）2月7日 - 安芸津町他4町が東広島市に編入される。大田は安芸津町大田として東広島市の大字となる[6]。

## 交通

### 鉄道
町内に鉄道はない。最寄り駅はJR呉線の安芸津駅もしくは風早駅。

### バス
東広島市のコミュニティバス「安芸津海風バス」（芸陽バスが運行受託）が運行されている。
- 風早・大田線：安芸津駅 - 風早 - 大田 - 風早 - 安芸津駅

### 道路

#### 一般地方道
- 広島県道353号内海三津線

## 学区
公立小学校に通学する場合、風早小学校ならびに安芸津中学校に通学することになる。

## 世帯数・人口
2024年9月末での世帯数は108世帯、人口は203人である。